# عبد الحميد خان بهشاني
عبد الحميد خان بهشاني (12 ديسمبر 1880 - 17 نوفمبر 1976) (بالبنغالية: আব্দুল হামিদ খান ভাসানী) المعروف بمولانا بهشاني، باحث وزعيم سياسي إسلامي في الهند البريطانية (بنغلاديش حاليًا). امتدت فترة ولايته السياسية في الهند البريطانية وباكستان بنغلاديش.

## مسيرته
مولانا بهاشاني معروف شعبيا باللقب الفخري (زعيم المضطهدين) لمواقفه الداعمة للفقراء طيلة حياته. اكتسب شعبية واسعة على مستوى البلاد بين الفلاحين وساعد في بناء جمعية شرق باكستان للفلاحين. بسبب ميله إلى اليسار (غالبًا ما يطلق عليه بالاشتراكية الإسلامية)، كان يُطلق عليه أيضًا اسم «مولانا الأحمر».
درس وتخرّج في ديوبند، شارك في حركة الخلافة احتجاجًا على سقوط الدولة العثمانية، قاد مسلمي آسام في حملة ناجحة خلال استفتاء مدينة سلهت عام 1947، كانت نتيجته موافقة المدينة أن تكون جزءًا من المشروع الوطني الباكستاني.
أسّس بهشاني وترأس رابطة عوامي الإسلامية الباكستانية التي أصبحت فيما بعد رابطة عوامي. لكن بسبب الخلافات مع الزعماء الذين يميلون لليمين في الرابطة، بشأن مسألة الحكم الذاتي لشرق باكستان، مثل حسين شهيد سهروردي، قام بهشاني بتشكيل حزب تقدمي جديد يسمى حزب عوامي الوطني (NAP). كما اختلف مع سهروردي عندما قرر كرئيس وزراء باكستان الانضمام إلى اتفاق الدفاع بقيادة الولايات المتحدة (حلف بغداد وسياتو).
أدى الانقسام بين المعسكر اليساري إلى فصائل موالية لموسكو وأخرى لبيكين، نتج عنها تقسيم برنامج العمل الوطني إلى حزبين منفصلين؛ وقد كان مظفر أحمد قائدا للفصيل الموالي لموسكو. بعد الحرب الباكستانية الهندية 1965، أبدى بهشاني بعض الدعم لنظام المشير محمد أيوب خان لسياسته الخارجية المائلة للصين. لكنه في وقت لاحق زود القيادة بانتفاضة جماهيرية ضد النظام في 1968-1969 بدعم من فاطمة جناح.
أرجع الصحفي الأمريكي دان كوغين (Dan Coggin)، الذي يكتب لمجلة تايم، أنّ بهشاني هو السبب الأساس في التحريض على الانتفاضة الجماهيرية عام 1969 في شرق باكستان والتي أدّت لانهيار نظام أيوب خان، وكذا السبب في الإفراج عن الشيخ مجيب الرحمن والمتهمين الآخرين في قضية مؤامرة أجارتالا.[بحاجة لمصدر]
في عام 2004، جاء بهشاني في المركز الثامن في استطلاع بي بي سي لأعظم الشخصيات البنغالية في كل العصور.